# Александренко, Василий Никифорович
Василий Никифорович Александренко (1861—1909) — российский юрист и историк, профессор Императорского Варшавского университета.

## Биография
Родился 30  января 1861 года в Нежине Черниговской губернии. Отец — Никифор Афанасьевич Александренко (1819—1869). Мать — Александра Семёновна Онискевич (1839—1905) — по женской линии происходила из купеческого рода Кисловских, живших в Борзне.
Окончил Нежинскую классическую гимназию и юридический факультет Санкт-Петербургского университета (1885).
После сдачи магистерского экзамена был командирован в Англию, где работал в архивах и в библиотеке Британского музея и линкольнской юридической коллегии. Результатом этих занятий были труды: «Очерки из истории английских университетов» («Юридический вестник». — 1887. — № 9—10) и магистерская диссертация «Английский тайный совет и его история» (Т. I. Ч. 1. — СПб., 1888; Ч. 2. — Варшава, 1890).
В 1888 году был приглашён приват-доцентом на кафедру международного права Варшавского университета: с 1892 года — экстраординарный профессор, с 4 декабря 1899 года — ординарный профессор. С 24 мая 1906 года состоял в чине статского советника. Был редактором «Варшавских университетских известий».
В 1897 году защитил в Московском университете докторскую диссертацию «Русские дипломатические агенты в Лондоне в XVIII веке». Краткое изложение основных выводов В. Н. Александренко сделал на английском языке: F. P. Marchant в «Proc. of the Angl.-Rus. Soc.» (1898, 20). По методу исследования примыкал к московской школе юристов-социологов.
Был награждён орденами Св. Станислава 2-й степени и Св. Анны 2-й степени (1905).
Скоропостижно скончался 18 (31) июля 1909 года в имении Дедовцы, которые приобрёл в 1898 году.

## Избранная библиография
- Английский тайный совет и его история. Часть 1
- Английский тайный совет и его история. Часть 2
- «Новая реформа местного управления в Англии, её характер и значение» (Москва, 1888)
- «О правах и преимуществах дипломатических агентов» (1891)
- «Посольский церемониал в XVIII века и отношения к нему русских дипломатов» (1894)
- «Дипломатическое представительство пап» (1894)
- «Русская посольская церковь в Лондоне в XVIII веке» (1895)
- «К биографии князя А. Д. Кантемира» (Варшава, 1896; приведена опись его библиотеки, с 847 названиями)
- «Русские дипломатические агенты в Лондоне в XVIII веке» (Том I.; Том II. — Варшава, 1897, докторская диссертация; часть труда вышла на немецком языке под заглавием «Beiträge zur Geschichte der diplom. Verhandlungen zwischen Russland und England im XVIII Jahrh.» в «Jahrbuch der Intern. Ver. für vergl. Rechtsw. u. Volkswirthschaftslehre», 1898)
- «Доктрина Монро» (1898)
- «Кодификация законов и обычаев войны» (1901)
- «Князь Бисмарк и Россия»
- «К характеристике князя Бисмарка и его мемуаров»
- «Из переписки княгини Ливен с графом Греем»
- «Реляции кн. А.Д. Кантемира из Лондона» (Т. I-II, 1892 и 1903)
- «Северо-Американские Соединённые Штаты и международное право» (Вып. I, внешняя политика, учение Монроэ. — СПб., 1903)
- «Очерки внешних сношений Японии с иностранными державами» (СПб., 1904)
- «О подданстве и натурализации» (Варшава, 1904)
- «О высылке иностранцев» (1905)
- «Русско-японская война и вопросы международного права» (1905)
- «Очерки международного административного права» (1905)
- «Наполеон и Англия (1802—15)» (1906)
- «Собрание важнейших трактатов и конвенций, заключенных Россией с иностранными державами (1774—1906)» (1906)
- Европейские державы и Польша в начале XIX в. (1807—1815). — СПб.: Сенат. тип., 1908. — [2], 40 с.

## Семья
Был женат на дочери полковника Нине Рихардовне Энгельгардт (ум. в Харькове в 1942 году). В 1896 и 1898 годах у них родились сыновья, в 1901 году — дочь. Ещё один сын, Сергей (1900—1960), стал учёным-историком — доцент Минского и Харьковского университетов.